# Casa Benestar
La Casa Benestar és una obra noucentista de Sant Hilari Sacalm (Selva) inclosa a l'Inventari del Patrimoni Arquitectònic de Catalunya.

## Descripció
Edifici aïllat, situat al nucli urbà de Sant Hilari Sacalm, al Passeig de la Font Vella.
L'edifici, que és protegit per un tancat i voltat de jardí, és de planta quadrangular, consta de planta baixa, pis i golfes, i està cobert per una teulada a quatre vessants, amb el ràfec sobresortint, amb les encavallades visibles.
A la façana principal, hi ha la porta d'entrada, a la que s'ha accedeix a través d'unes escales amb balaustrada que esdevé una terrassa a l'altura de la planta baixa, en arc pla amb un guardapols decorat a la part superior amb motius vegetals en relleu. A dreta i esquerra, hi ha finestres-balcons d'iguals característiques.
Al pis, hi ha tres obertures, situades al mateix eix d'obertura que les de la planta baixa, també d'iguals característiques. La central dona sortida a un balcó amb balaustrada. Les finestres tenen gran jardineres. Una cornissa marca el pas del pis a les golfes.
A les golfes, hi ha tres obertures en arc pla, amb un ampit corregut motllurat.
Les façanes estan arrebossades i pintades d'un color taronjós i els detalls de color cru.

## Història
Segons el registre cadastral la casa és del 1910.